# Gianni Morbidelli
Gianni Morbidelli (Pesaro, 13 januari 1968) is een Italiaans autocoureur. Hij maakte zijn Formule 1-debuut in 1990 bij Scuderia Italia en nam deel aan 70 Grands Prix waarvan hij er 67 mocht starten. Hij scoorde 8,5 punten.
Hij werd Italiaans en Europees kampioen Formule 3 in 1989. In 1990 mocht hij al onmiddellijk debuteren in de Formule 1 voor het team Scuderia Italia, hij reed hiervoor 2 races. Hierna concentreerde hij zich op de Formule 3000 terwijl hij toch nog testrijder was voor Ferrari. Hetzelfde seizoen mocht hij ook nog twee races voor Minardi rijden in de Formule 1.
Hij bleef bij Minardi tot het einde van het seizoen 1992. Hij mocht de laatste Grand Prix van het seizoen voor Ferrari rijden nadat Alain Prost ontslagen was. Hij behaalde in Australië de zesde plaats. De race werd echter voor de helft stilgelegd en Morbidelli scoorde hierdoor maar een half puntje.
In 1994 en 1995 reed hij voor Footwork met als beste resultaat een derde plaats in de Grand Prix van Australië in 1995. In 1997 reed hij nog enkele races voor Sauber maar zonder al te veel succes. Daarnaast kon hij door blessures ook een aantal races niet rijden, waardoor zijn Formule 1-carrière erop zat.
Daarop stapte hij over naar het BTCC en waarin hij reed voor Volvo, maar hij was niet zo competitief als zijn teammaat Rickard Rydell die de titel won. Recentelijk reed hij ook nog voor Alfa Romeo in de ETCC en BTCC.